# Erlöserkirche (Oberbruch)

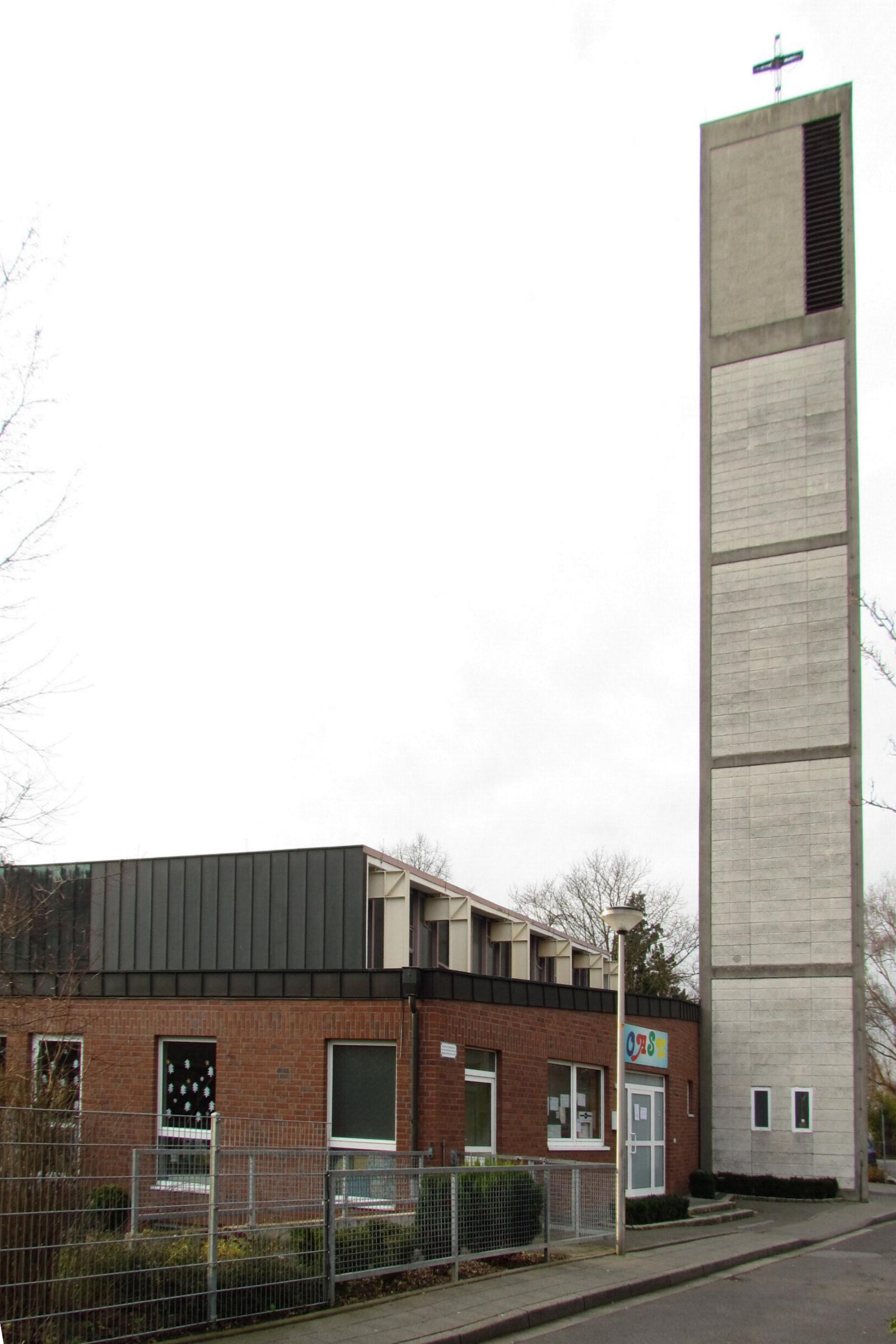

Die evangelische Erlöserkirche befindet sich im Ortsteil Oberbruch der Stadt Heinsberg in Nordrhein-Westfalen.

## Lage
Die Kirche steht zusammen mit dem Jugendheim Oase an der Boos-Fremery-Straße in Oberbruch.

## Geschichte
Nach dem Zweiten Weltkrieg vergrößerte sich die Evangelische Kirchengemeinde Heinsberg auch durch den Zuzug von vertriebenen Familien aus den Deutschen Ostengebieten sehr stark. Mit der Fertigstellung der Christuskirche Heinsberg erwachte auch in Oberbruch der Wunsch nach einer eigenen Kirche. Bei einer Eigenbeteiligung der Landeskirche von 70.000 DM stimmte auch die Gemeinde Oberbruch dem Vorhaben zu. 1959 begannen die Verhandlungen über den Bauplatz, 1962 wurde mit dem Bau begonnen. Die Bauleitung lag in der Hand des Architekten Walter Jendges. Am 27. September 1964 war die feierliche Einweihung der Erlöserkirche und die Glockenweihe. Die Glocken sind eine Stiftung des Generaldirektors Helmut Vits der Vereinigte Glanzstoff-Fabriken Wuppertal. Hanna Boss, die Gattin des ehemaligen Direktors der Oberbrucher Glanzstoffwerkes, schenkte der Erlöserkirche zur Einweihung den Abendmahlskelch und eine silberne Kanne, während Pfarrer Fuchs den silbernen Teller hinzufügte.
Im Herbst 2017 beschloss die Evangelische Kirchengemeinde Heinsberg, dass die Kirche entwidmet und das gesamte Gelände einschließlich Jugendheim verkauft werden solle, weil die notwendig gewordene Gebäudesanierung finanziell nicht getragen werden könne. Im Herbst 2018 wurde die Kirche entwidmet.

## Architektur
Wegen der verringerten Tragfähigkeit des Untergrundes erarbeitete der Architekt ein geeignetes Konzept zum Bau der Kirche. Tragende Elemente sind sechs schwere Stahlträgerrahmen, über die eine relativ leichte Hülle in Gestalt einer Stahlbetonplatte mit einer Abdeckung aus Kupfer gezogen wurden. Der Glockenturm wurde in Sichtbetonkonstruktion und mit Feldern aus hell weißen Waschbetonplatten ausgeführt.

## Ausstattung
- In der Kirche befindet sich eine Orgel.
- In der Kirche stehen ein Altar, ein Taufbecken und normale Kircheneinrichtung.
- In der Kirche ist an der Altarwand die Apostelgruppe angebracht.
- Im Kirchturm befinden sich vier Glocken aus dem Jahr 1964 in der Tonlage ges, b, des und es. Alle Glocken wurden in der Glockengießerei Petit & Gebr. Edelbrock in Gescher in Westfalen gegossen.
- Die Kirche besitzt eine Buntverglasung. Verschiedene Glasbilder schuf der Künstler Helmuth Uhrig. Die großflächige Verglasung der Seitenwände besteht aus gerilltem Spiegel-Rohglas unterschiedlicher Grautöne. Weiter Bilder wurden von der Fa. Bernhard aus Ravensburg geschaffen[3]

## Galerie

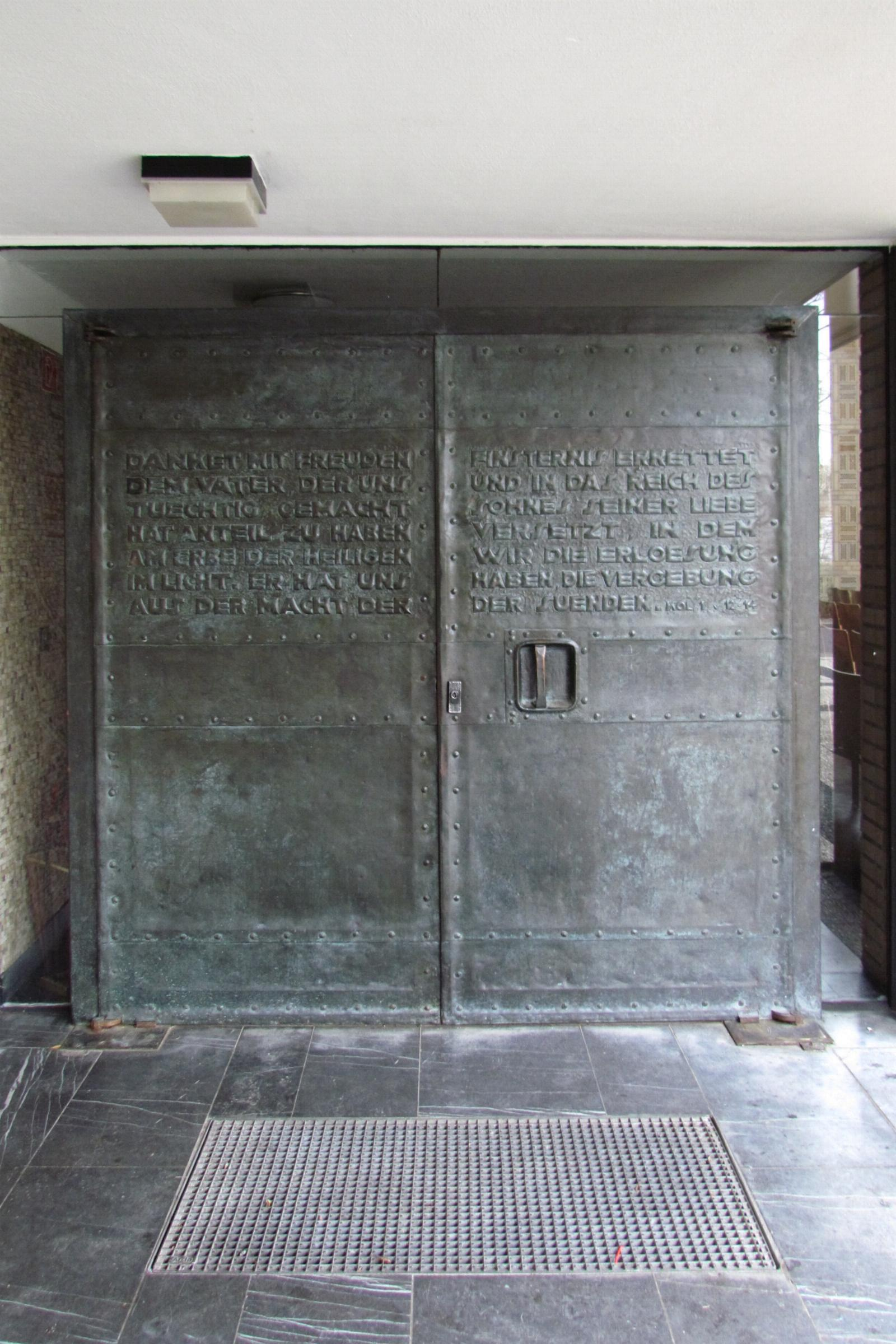
Eingangsbereich
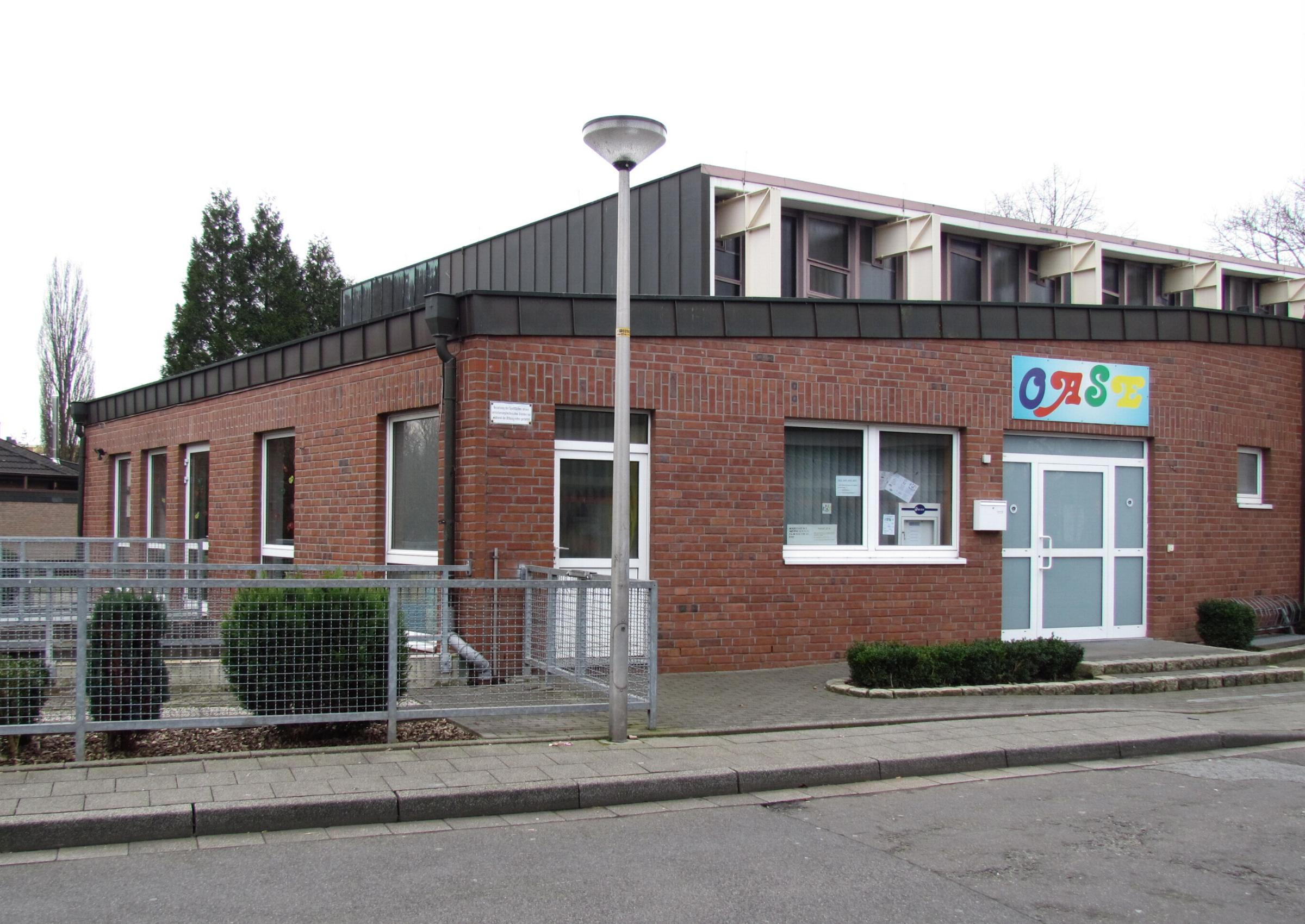
Jugendheim
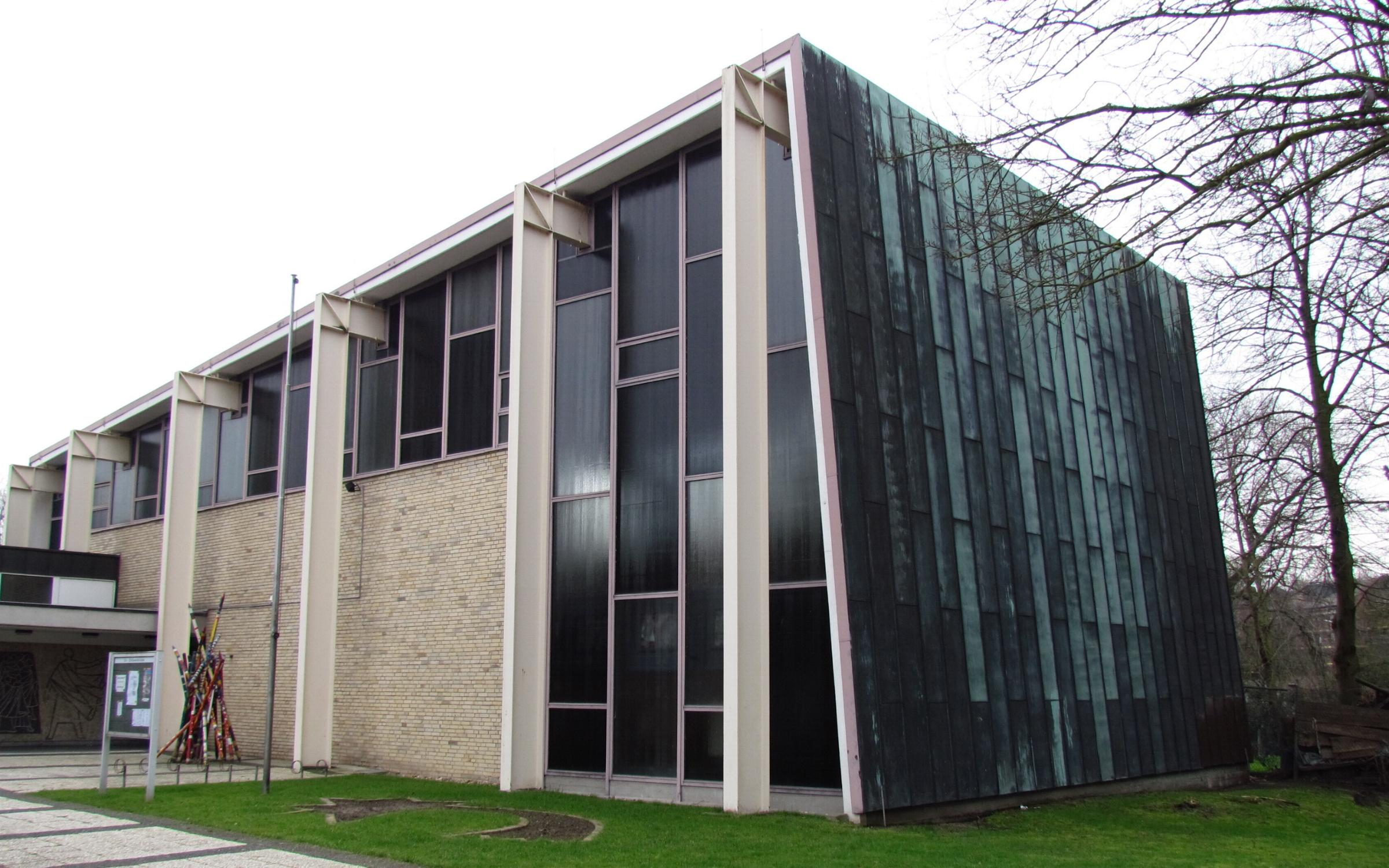
Außenansicht